# حكومة حمروش الأولى
حكومة حمروش الأولى هي سابع حكومة في عهد الرئيس الشاذلي بن جديد، واستمرت من 9 سبتمبر 1989 إلى 25 يوليو 1990.

## أعضاء الحكومة
- رئيس الحكومة : مولود حمروش
- رئيس الجمهورية وزير الدفاع : الشاذلي بن جديد

- وزير للشؤون الخارجية : سيد أحمد غزالي
- وزير العدل : علي بن فليس
- وزير الشؤون الدينية : السعيد شيبان
- وزير الداخلية : محمد الصالح محمدي
- وزير منتدب للجماعات المحلية : ابن علي هني
- وزير التربية : محمد الميلي إبراهيمي
- وزير منتدب للجامعات : عبد السلام علي راشدي
- وزير الشبيبة : عبد القادر بوجمعة
- وزير منتدب للتكوين المهني : عبد النور كرمان
- وزير الاقتصاد : غازي حيدوسي
- وزير منتدب لتنظيم التجارة : إسماعيل قومزيان
- وزير الشؤون الاجتماعية : محمد غريب
- وزير منتدب للتشغيل : عمرو قارة محمد
- وزير الفلاحة : عبد القادر داود
- وزير الصناعة : حسن كحلوش
- وزير التجهيز : شريف رحماني
- وزير المناجم : الصادق بوسنة
- وزير النقل : الهادي خضيري
- وزير البريد والمواصلات : حميد سيدي السعيد
- وزير الصحة : أكلي خديس
- كاتب دولة للشؤون المغاربية : عبد العزيز خلاف

- الأمين العام للحكومة: أحمد مجحودة[2]